# Стахиев, Александр Стахиевич
Алекса́ндр Стахи́евич Стахи́ев (5 августа 1724 — 11 апреля 1794) — российский дипломат, посланник в Константинополе. Представитель рода Стахиевых.

## Биография
Сын священника церкви Знамения в Сарской мызе (будущее Царское Село) императрицы Екатерины I.
Учился в латинской школе в Париже, откуда вернулся в 1744 году и по личному распоряжению императрицы Елизаветы Петровны в октябре этого года был отправлен для дальнейшего изучения иностранных языков студентом в российскую миссию в Стокгольме, где служил сперва при бароне Люберасе, потом при бароне Корфе, а с 1748 года — при Н. И. Панине.
Панину Стахиев обязан своим служебным опытом вообще и дипломатическим в частности. По его представлению Стахиев в 1750 году получил чин коллегии юнкера, давший ему личное дворянство и возможности дальнейшей дипломатической карьеры.
В 1758 году получил новоучреждённую должность советника посольства в Стокгольме (как лучший из коллегии юнкеров миссии), на которой оставался до 1775 года.
В 1760 году, после отъезда Н. И. Панина, временно возглавил миссию в качестве поверенного в делах. С 1764 года — резидент в Стокгольме.
23 ноября 1775 года был пожалован в статские советники и назначен чрезвычайным посланником и полномочным министром в Константинополь, где в 1778 году он едва не погиб во время вспыхнувших там волнений; в 1779 году Стахиев много содействовал для подготовки присоединения Крыма к Российской империи и добился разрешения свободного плавания для русских судов по Чёрному морю; за эти труды Императрица Екатерина пожаловала ему (1779 год) 1000 душ в Белоруссии и орден св. Станислава.
Отозванный из Константинополя 21 января 1781 года Высочайшим указом и замещённый Я. И. Булгаковым, Стахиев получил на подъём 4000 руб. и впредь до определения «к другому делу» — по 2000 руб. в год. Булгаков прибыл в Константинополь 27 июля, но Стахиев выехал лишь 9 октября. В 1784—1793 годах он числился «не у дел» в коллегии иностранных дел, а в 1792 году был предводителем дворянства в г. Рожествене (ныне упразднённом) Санкт-Петербургской губернии. 1 февраля 1785 года Стахиев, по предложению княгини Е. Р. Дашковой, был избран в члены Академии Российской, каковым состоял до своей смерти.
С 29 октября 1782 по апрель 1784 года Стахиев был русским секретарём Вольного экономического общества. Много писем его напечатано в труде Η. Ф. Дубровина «Присоединение Крыма к России», т. І — ІV, СПб. 1885—1889 г., и в «Чтениях Моск. общ. ист. и древн. Росс.» 1876 г., кн. I.

## Семья

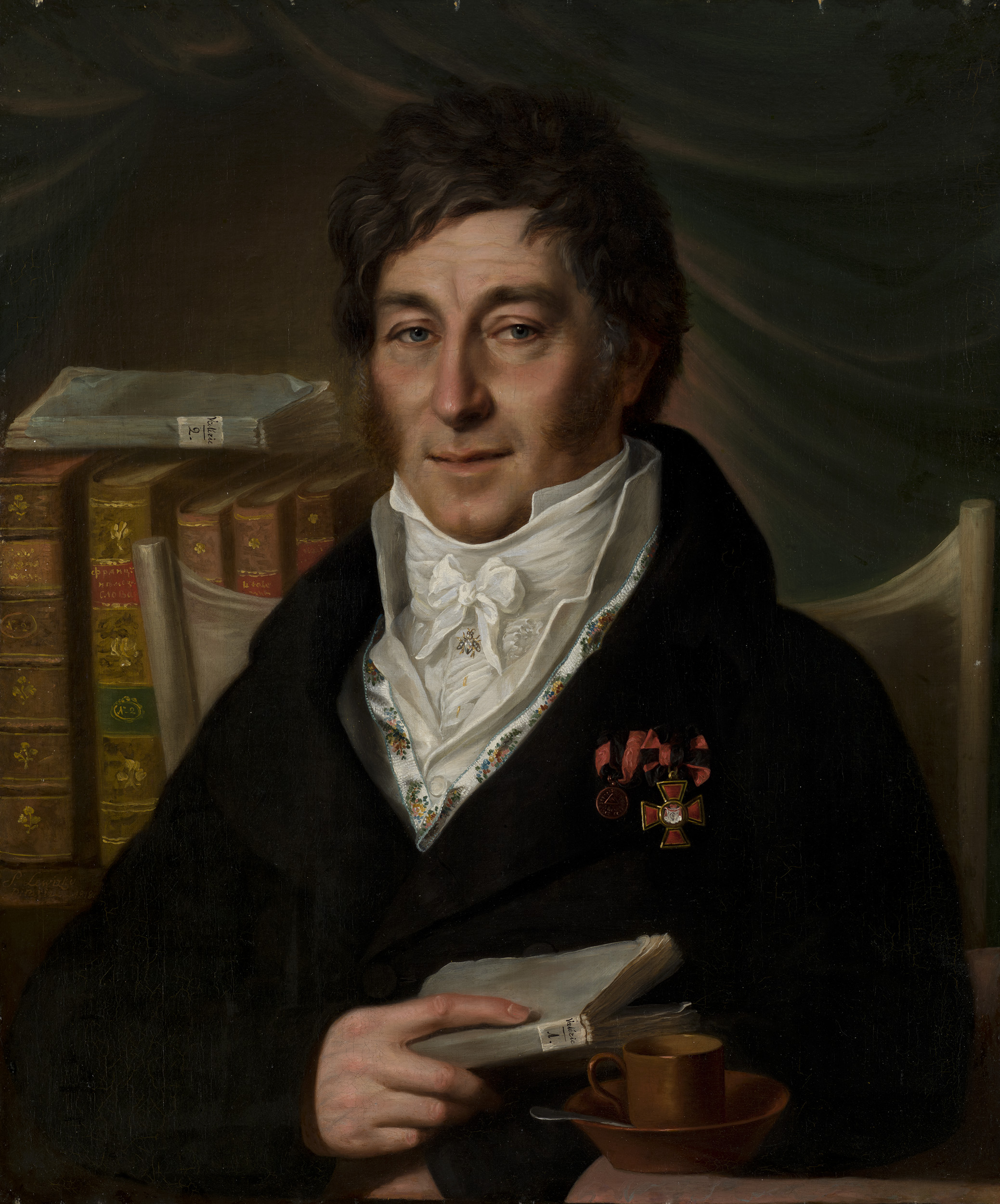
А. А. Стахиев

Сын Стахиева от брака его с Хионией Григорьевной Демидовой — Александр Александрович Стахиев (р. 13 июля 1764 г.) тоже служил по дипломатической части, в 1779 г. находился при отце в Константинополе, в 1790 г. получил чин надв. сов. и состоял при чрезвычайном посланнике и полномочном министре в Копенгагене; находясь здесь секретарём при бар. Криденере, Стахиев влюбился в жену его, известную баронессу Криденер, которая под влиянием этого эпизода написала свой известный роман «Valerie», выведя и нём Стахиева и историю его увлечения. Умер он 24-го марта 1819 г. в чине колл. советника, который получил в 1797 г.